# Angèle (1934)
Angèle is een Franse film van Marcel Pagnol die werd uitgebracht in 1934.
Het scenario is gebaseerd op de roman Un de Beaumugnes (1929) van Jean Giono.
In Angèle treedt Fernandel voor het eerst toe tot het acteursgezelschap (Orane Demazis, Édouard Delmont, Charles Blavette, Henri Poupon, ...) dat gewoonlijk de dienst uitmaakte bij Pagnol. Het werd de eerste van zes samenwerkingen tussen Fernandel en Pagnol.

## Samenvatting
Angèle is een jonge en naïeve boerendochter die op een dag uit de boerderij vertrekt zonder een woord te zeggen. Zij volgt Louis, een goed uitziende kerel met een heel vlotte babbel, naar Marseille. Louis blijkt echter een pooier te zijn en zo komt Angèle terecht in de prostitutie. 
Saturnin, de boerenknecht die samen met Angèle is opgegroeid, verneemt van een buur dat Angèle in Marseille woont. Hij vindt haar, merkt dat ze een baby heeft en overtuigt haar met hem naar huis terug te keren.
Angèle's vader is echter woedend en diep beschaamd. Hij sluit haar met haar baby op in de kelder. Niemand mag te weten komen dat Angèle weer op de boerderij leeft.

## Rolverdeling
| Acteur           | Personage                                         |
| ---------------- | ------------------------------------------------- |
| Fernandel        | Saturnin, de boerenknecht                         |
| Orane Demazis    | Angèle Barbaroux, het meisje                      |
| Henri Poupon     | Clarius Barbaroux, de boer en de vader van Angèle |
| Édouard Delmont  | Amédée, een landarbeider                          |
| Annie Toinon     | Philomène, de boerin en de moeder van Angèle      |
| Jean Servais     | Albin, een landarbeider die verliefd is op Angèle |
| Andrex           | Louis, de pooier                                  |
| Charles Blavette | Tonin, de messenslijper                           |
| Fernand Flament  | Jo                                                |
| Darcelys         | de getatoeëerde                                   |